# Eric Patterson
Eric Scott Patterson, né le 8 avril 1983 à Tallahassee (Floride) aux États-Unis, est un ancien joueur américain de baseball. Il a évolué en Ligue majeure de baseball de 2007 à 2011.
Il est le frère de Corey Patterson, joueur de Ligue majeure depuis 2000, et le fils de Don Patterson, joueur de football américain qui joue en NFL en 1979 et 1980.

## Carrière
Après des études secondaires à la Harrison High School de Kennesaw (Géorgie), Eric Patterson est drafté le 5 juin 2001 par les Rockies du Colorado. Il repousse l'offre et suit des études supérieures à Georgia Tech où il porte les couleurs des Georgia Tech Yellow Jackets de 2002 à 2004.
Patterson rejoint les rangs professionnels à la suite de la draft du 7 juin 2004 au cours de laquelle il est sélectionné par les Cubs de Chicago au huitième tour de sélection. Il perçoit un bonus de 300 000 dollars à la signature de son premier contrat professionnel le 30 août 2004.
Il passe trois saisons en Ligues mineures avant d'effectuer ses débuts en Ligue majeure le 6 août 2007.
Patterson rejoint les Athletics d'Oakland le 8 juillet 2008 à l'occasion d'un échange impliquant plusieurs joueurs.
Le 26 juin 2010, les Athletics cèdent Patterson aux Red Sox de Boston en retour du lanceur des ligues mineures Fabian Williamson.
Le 16 décembre 2010, Patterson prend le chemin de San Diego alors que les Red Sox l'échangent aux Padres pour compléter la transaction, réalisée quelques semaines plus tôt, leur ayant permis d'acquérir Adrian Gonzalez.
Il rejoint les Tigers de Detroit après la saison 2011.

## Statistiques
En saison régulière
| Statistiques de frappeur |              |    |     |    |    |    |    |    |     |    |       |
| Saison                   | Équipe       | G  | AB  | R  | H  | 2B | 3B | HR | RBI | SB | BA    |
| 2007                     | Chicago Cubs | 7  | 8   | 0  | 2  | 1  | 0  | 0  | 0   | 0  | 0,250 |
| 2008                     | Chicago Cubs | 13 | 38  | 5  | 9  | 1  | 0  | 1  | 7   | 2  | 0,237 |
| 2008                     | Oakland      | 30 | 92  | 11 | 16 | 3  | 0  | 0  | 8   | 8  | 0,174 |
| 2009                     | Oakland      | 39 | 94  | 15 | 27 | 5  | 1  | 1  | 11  | 6  | 0,287 |
| Totaux                   | Totaux       | 89 | 232 | 31 | 54 | 10 | 1  | 2  | 26  | 16 | 0,233 |

Note : G = Matches joués ; AB = Passages au bâton ; R = Points ; H = Coups sûrs ; 2B = Doubles ; 
3B = Triples ; HR = Coup de circuit ; RBI = Points produits ; SB = buts volés ; BA = Moyenne au bâton 